# كوكيا
كوكيا (بالإيطالية: Cuccìa)‏ هو طبق صقلي تقليدي يحتوي على القمح المسلوق، ويؤكل في يوم القديسة لوسي (13 ديسمبر). يستهلك هذا الطبق في جزيرة صقلية وبين الأميركيين الإيطاليين للاحتفال بالإغاثة من نقص الغذاء في صقلية، ويعزى ظهور القمح في الجزيرة إلى القديسة لوسي. وفقا للعرف، ينبغي أن لا يؤكل الخبز في 13 ديسمبر، حيث تؤكل كوكيا كمصدر الوحيد للقمح والمصدر الرئيسي للغذاء لليوم.